# Плантан

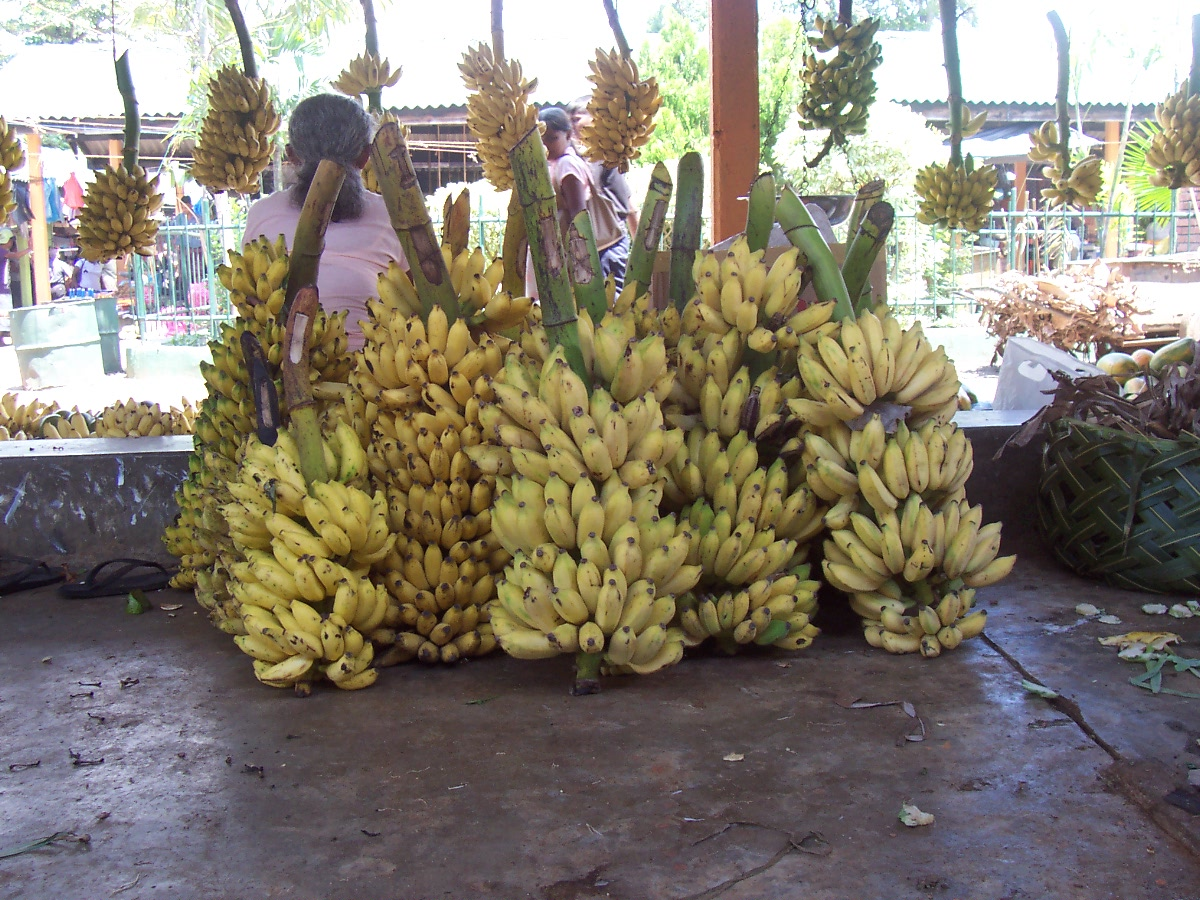
Плантаны на цейлонском рынке

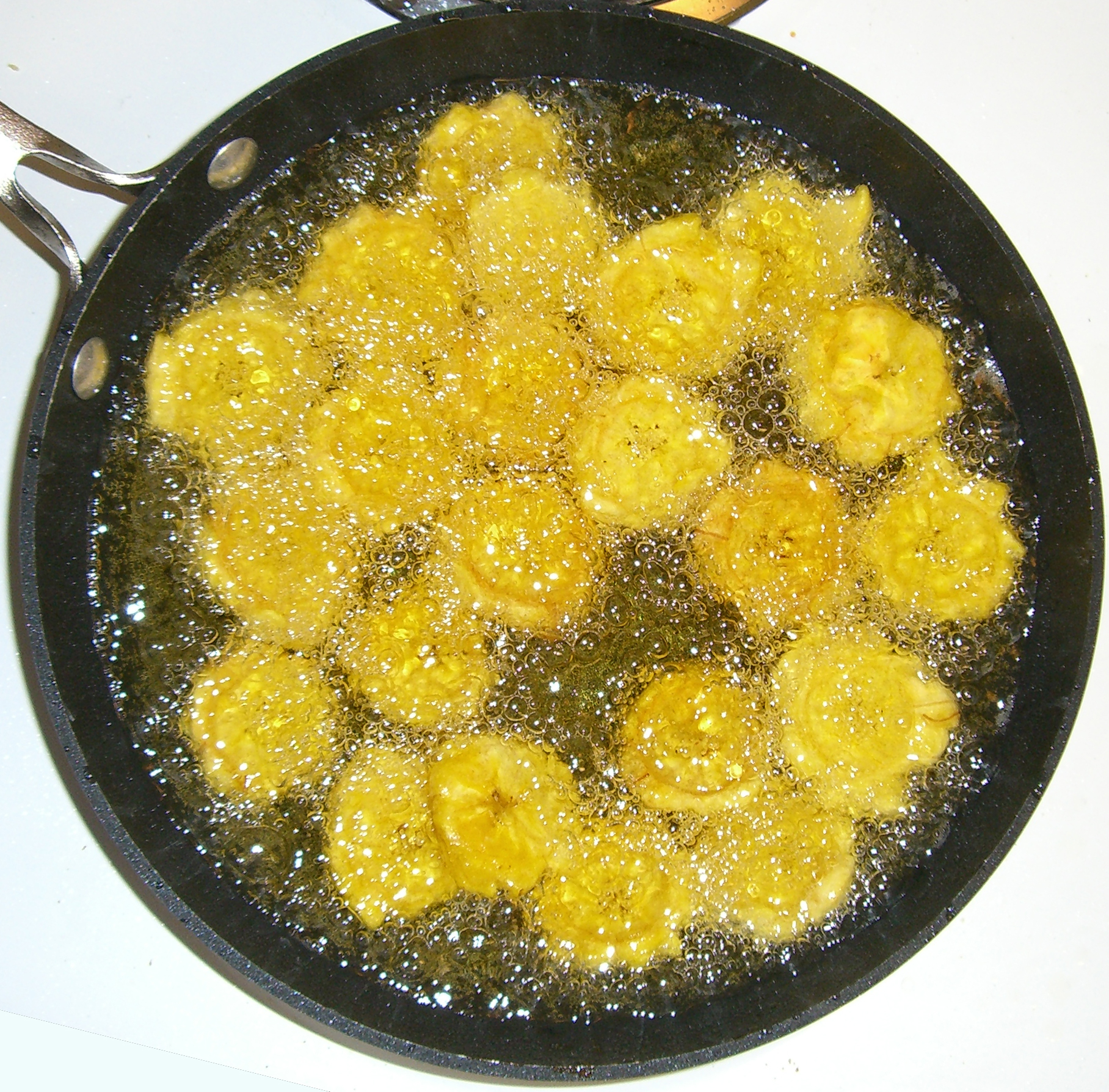
Жареный плантан

Планта́н (фр. plantain) или пла́тано (исп. plátano, от plantar — «сажать»; в советской терминологии Института Африки АН СССР — «овощные сорта бананов») — крупные овощные бананы, которые перед употреблением в пищу, как правило, требуют термической обработки.
Овощные и десертные бананы различал ещё Карл Линней, относивший первые к виду банан райский (Musa paradisiaca), а вторые — к виду Musa sapientum (гибрид видов банан Бальбиса (Musa balbisiana) и банан заострённый (Musa acuminata)). Ныне эта номенклатура не используется.
Термином «платано» чаще всего обозначают сорта бананов, имеющих крупные плоды с зелёной или серо-зеленоватой кожурой и крахмалистой, жёсткой и несладкой мякотью. Перед употреблением в пищу их жарят, варят или обрабатывают паром. Они широко используются также в качестве корма для домашнего скота.
В большинстве испаноязычных стран овощные и десертные бананы в быту не различают, и те и другие называют plátano. В Центральной и Южной Америке чаще всего овощные бананы можно встретить у уличных торговцев или в ресторанах, подающих в виде закуски или гарнира блюдо «чифлес» (исп. chifles) — стружка или тонкие ломтики овощных бананов, жареные в масле и приправленные солью.
Дважды обжаренные ломтики бананов, напоминающие лепёшки, называются тостонес.
Жареный плантан — популярное блюдо, самостоятельная закуска и гарнир к основному блюду в странах, где растут плантаны.
Писанг горенг — жаренный в кляре плантан, популярное блюдо в Индонезии.